# 物語倶楽部
物語倶楽部（ものがたりクラブ）は、著作権が消滅し、パブリックドメインに帰した文学作品を入力・公開していたインターネット上の電子図書館である。

## 概要
1999年1月16日に、ルーシー・モード・モンゴメリの作品『グリーン・ゲイブルズのアン』の情報を公開するサイトとして出発した。その後、しだいに他の翻訳作品も公開するようになった。そのため、著者および翻訳者の没後50年を経て著作権の消滅した、外国語作品の翻訳がコンテンツの大部分を占める。コンテンツの中で、「私訳のテキスト」は配付・再利用は自由である。取扱いはプロジェクト杉田玄白の方式に従う。「著作権が切れたテキスト」は自由に配布してよい。ただし、「その他の資料」は配布は不可である。2004年12月頃に、サイトが閉鎖された。
物語倶楽部のコンテンツはインターネットアーカイブなどに保存されている。また、インターネット・アーカイブから発掘したコンテンツを独自に公開するサイトもいくつか存在している。電子図書館青空文庫でも、物語倶楽部のコンテンツを登録する作業が進行中である。

## 作品
主要な作品を以下の通り
- グリーン・ゲイブルズのアン（赤毛のアン）[2]
- 土井晩翠 訳 イーリアス[3]
- 土井晩翠 訳 オヂュッセーア（オデュッセイア）[4]
- 文語訳 舊約・新約聖書（聖書）[5]
- 渡部温 訳 通俗伊蘇普物語（イソップ寓話）[6]
- 松本亦太郎・木村鷹太郎 訳 プラトーン全集（プラトン全集）[7]
- 井上勤 訳 アラビヤンナイト物語（千夜一夜物語[8]
- 中山昌樹 訳 神曲[9]
- 坪内逍遙 訳 ロミオとヂュリエット（ロミオとジュリエット）[10]
- 坪内逍遙 訳 ヱ゛ニスの商人（ヴェニスの商人）[11]
- 坪内逍遙 訳 ヂュリヤス・シーザー（ジュリアス・シーザー）[12]
- 坪内逍遙 訳 お氣に召すまゝ（お気に召すまま）[13]
- 坪内逍遙 訳 十二夜[14]
- 坪内逍遙 訳 ハムレット[15]
- 坪内逍遙 訳 末よければ總てよし（終わりよければ全てよし）[16]
- 坪内逍遙 訳 オセロー[17]
- 坪内逍遙 訳 リヤ王（リア王）[18]
- 坪内逍遙 訳 マクベス[19]
- 繁野天来 述 失樂園物語（失楽園） 新潮社版[20]
- 繁野天来 述 失樂園物語 冨山房版[21]
- 松本雲舟 訳 天路歴程[22]
- 生田春月 訳 ゲエテ詩集（ゲーテ詩集）[23]
- 幡谷正雄 訳 バイロン詩集[24]
- 土井晩翠 訳 チャイルド・ハロルドの巡禮（チャイルド・ハロルドの巡礼（英語版））[25]
- 生田春月 訳 ハイネ詩集[26]
- ブルワー＝リットン 著 ポンペイ最後の日[27]
- モーティマー 著 The Peep of Day[28]
- 片上伸 訳 自然論（英語版）[29]
- ブラウニング 著 Pippa Passes[30]
- 黒岩涙香 訳 巌窟王（モンテ・クリスト伯）[31]
- 小島貞介 訳 湖畔の處女・水晶[32]
- 十一谷義三郎 訳 ジエィン・エア（ジェーン・エア）[33]
- 幡谷正雄 訳 エヴァンジェリン（英語版）[34]
- サッカレー 著 虚栄の市[35]
- 楠山正雄 訳 アンデルセンの童話[36]
- 幡谷正雄 訳 イノック・アーデン（英語版）[37]
- オールコット 著 小さな大人達（『若草物語』シリーズの一部）[38]
- 楠山正雄 訳 ペール・ギュント[39]
- パンジー 著 Ester Ried[40]
- シュライナー 著 アフリカ農場物語（英語版）[41]
- 生田長江 譯 ツァラトゥストラ（ツァラトゥストラはこう語った）[42]
- 平林初之輔 訳 ソロモン王の寶窟（ソロモン王の洞窟（英語版））[43]
- 若松賤子 訳 小公子[44]
- 平林初之輔 訳 洞窟の女王[45]
- 森田思軒 訳 十五少年（十五少年漂流記）[46]
- 宮島新三郎 訳 ダアバァヴィル家のテス（ダーバヴィル家のテス）[47]
- 楠山正雄 訳 シラノ・ド・ベルジュラック[48]
- ボーム 著 オズの不思議な魔法使い（オズの魔法使い）[49]
- ウィギン 著 サニーブルック農場のレベッカ（農園の寵児、『少女レベッカ』とも）[50]
- 大町桂月 ほか著 書翰講義[51]
- 幸田露伴 著 番茶會談（番茶会談）[52]
- 岡本綺堂 訳 世界怪談名作集[53]
- 中川芳太郎 著 英文學史（欧羅巴文学を併せ観たる英文学史）[54]